# Maria di Betania
Maria di Betania  (in aramaico: מרים‎, Maryām; in greco antico: Μαρία?, Maria; in ebraico מִרְיָם‎?, Miryām, "bambina attesa", "amara" o "ribelle") è una donna, citata in due dei quattro vangeli canonici del Nuovo Testamento, che, assieme alla sorella Marta e al fratello Lazzaro, viveva nel villaggio di Betania, vicino a Gerusalemme.
È venerata come santa da tutte le confessioni cristiane che ne ammettono il culto.

## Riferimenti biblici
Maria di Betania è citata in tre occasioni:
- nel Vangelo secondo Luca 10,38-42[1], le due sorelle accolgono Gesù in casa, ma mentre Marta si occupa delle faccende domestiche, Maria si siede ad ascoltare la parola di Gesù. Marta se ne lamenta con Gesù, ma questi le risponde: «Marta, Marta, tu ti preoccupi e ti agiti per molte cose, ma una sola è la cosa di cui c'è bisogno. Maria si è scelta la parte migliore, che non le sarà tolta».
- nel Vangelo secondo Giovanni 11,1-46[2], le due sorelle mandano a chiamare Gesù perché venga a guarire Lazzaro che si è ammalato, ma Gesù si attarda e quando giunge Lazzaro è già morto. Maria lo accoglie esclamando: «Signore, se tu fossi stato qui, mio fratello non sarebbe morto!». Gesù quindi si reca al sepolcro e risuscita Lazzaro.
- nel Vangelo secondo Giovanni 12,1-8[3], mentre Lazzaro e le sue sorelle ospitano Gesù a cena, Maria cosparge i piedi di Gesù con un unguento molto prezioso e li asciuga con i propri capelli. Giuda Iscariota si lamenta che questo unguento sia stato sprecato, mentre avrebbe potuto essere venduto e il ricavato dato ai poveri; ma Gesù lo rimprovera dicendo che il gesto di Maria prefigura l'unzione del suo corpo morto (si vedano Giovanni 19, 38-40[4] per il Sabato Santo, e Luca 23, 55-56; 24, 1[5] e Marco 16, 1[6] per l'alba di Pasqua). Il fatto è riportato anche nel Vangelo secondo Matteo (26,6-13[7]) e nel Vangelo secondo Marco (14,3-9[8]), che però non nominano Maria (la donna che effettua l'unzione è anonima) e situano la cena in casa di Simone il lebbroso.

## Identificazioni
Nell'Occidente medievale Maria di Betania è stata identificata con Maria Maddalena e con la peccatrice di Luca 7:36-50. L'identificazione è molto comune e ha influenzato la liturgia di rito romano con un Vangelo inerente alla peccatrice e con una colletta che parla di Maria Maddalena.
Anche dopo la revisione del 1969, la festa di Maria Maddalena ha continuato ad essere il 22 luglio, mentre Maria di Betania, Lazzaro e Marta sono celebrati il 29 luglio. 
A causa dell'episodio dell'unzione di Gesù a Betania riportato dal Vangelo di Giovanni, Maria è stata identificata da alcuni con l'anonima peccatrice che compie un gesto analogo nel Vangelo secondo Luca 7,36-50, identificazione ritenuta pressoché sicura, dato che entrambi gli episodi identici nei gesti avvennero in casa di una persona chiamata Simone e quindi con Maria Maddalena, citata subito dopo nel vangelo di Luca, (Luca 8,1-3). Però, in questo caso l'identificazione è dubbia; la Maddalena è stata a volte assimilata all'adultera menzionata nel Vangelo di Giovanni (Gv 8,3), secondo una lettura divenuta tradizionale ma frutto, in realtà, di un'interpretazione errata (vedi Identificazione di Maria Maddalena con la peccatrice penitente).  

Altri autori ritengono invece che quelli narrati da Luca e Giovanni siano due episodi distinti e che vi sarebbero state due unzioni effettuate da due donne diverse: la prima a casa di Simone il fariseo, da parte di una peccatrice anonima e la seconda a Betania, da parte di Maria sorella di Lazzaro. L'identificazione di Maria di Betania con la peccatrice del racconto di Luca non avrebbe fondamento, perché dal vangelo di Giovanni si evince che Maria di Betania viveva in famiglia con la sorella e il fratello, mentre nell'antico Israele le prostitute erano bambine abbandonate dopo la nascita, che erano state raccolte ed allevate da mercanti di schiavi per essere poi avviate alla prostituzione: queste donne pertanto non avevano mai avuto una famiglia, ma anche se l'avessero avuta non era pensabile, per la mentalità dell'epoca, che potessero ritornarvi. Non si può inoltre affermare con certezza che Simone il fariseo e Simone il lebbroso siano la stessa persona, perché questo nome all'epoca di Gesù era molto diffuso in Palestina.
Da sempre la Chiesa cattolica, anche a causa di un sermone pronunciato da papa Gregorio Magno, identificava Maria di Betania con Maria Maddalena e l’anonima peccatrice pentita; oggi queste tre donne sono considerate, da molti studiosi, persone diverse.

### Secondo laCatholic Encyclopedia
Nel suo articolo nella Catholic Encyclopedia del 1910, Hugh Pope affermò: " I Padri greci, nella loro interezza, distinguevano fra tre persone: la peccatrice di Luca 7:36:50, la sorella di Marta e Lazzaro, [di cui] Luca 10:38-42 e Giovanni 11, e Maria Maddalena".
Rispetto all'identificazione di Maria di Betania con la peccatrice di Luca tramite il riferimento di Giovanni 11:2, dove Maria è la donna che ha unto Gesù, egli nota che questo resoconto è fornito da Giovanni prima di parlare dell'unzione in Betania: 
.
Hugh Pope prosegue a spiegare l'identificazione di Maria di Betania con Maria Maddalena, con l'ipotesi secondo cui, dato il favorevole riscontro di Gesù all'unzione dei suoi piedi, sarebbe stato incredibile che ella non lo avesse seguito alla sua crocifissione e resurrezione. Poiché Maria Maddalena era presente a tali eventi, lei deve essere identificata con Maria di Betania: 
Lo studioso francese Victor Saxer fa risalire l'identificazione di Maria Maddalena con la prostituta e con Maria di Betania a un sermone di papa Gregorio Magno tenuto il 21 settembre 591, dove sembrava combinare le azioni di tre donne menzionate nel Nuovo Testamento e identificò anche una donna senza nome con Maria Maddalena. In un altro sermone, Gregorio identificò specificamente Maria Maddalena con la sorella di Marta menzionata in Luca 10. Tuttavia, secondo un'opinione espressa più recentemente dalla teologa Jane Schaberg, Gregorio diede solo il tocco finale a una leggenda che esisteva già prima di lui. 
L'identificazione di Maria Maddalena e Maria di Betania da parte del Cristianesimo occidentale si rifletteva nella disposizione del Calendario Romano Generale, fino a quando questo non fu modificato nel 1969, per il fatto che a quel punto l'interpretazione comune nella Chiesa cattolica era che Maria di Betania, Maria Maddalena e la donna peccatrice che unse i piedi di Gesù fossero tre donne distinte.

## Culto
Dopo il Concilio Vaticano II, Maria di Betania è stata distinta dalla Chiesa cattolica sia da Maria Maddalena che dall'anonima peccatrice del Vangelo di Luca. A partire dall'edizione del Martirologio romano del 2001, santa Maria di Betania viene commemorata il 29 luglio, insieme a santa Marta di Betania e san Lazzaro di Betania (in passato ricordato il 17 dicembre), mentre santa Maria Maddalena viene ricordata separatamente il 22 luglio. Papa Francesco nel 2021 ha armonizzato il Calendario romano generale con il Martirologio, modificando il titolo della memoria liturgica di santa Marta con l'aggiunta anche di Maria e Lazzaro.
Le Chiese ortodosse, che hanno sempre distinto le tre donne, ricordano Maria di Betania il 18 marzo e Maria Maddalena il 22 luglio.
Nel Calendario dei Santi della Chiesa luterana, Marta, Maria e Lazzaro sono commemorati il 29 luglio. Lo stesso avviene in quello della Chiesa episcopale e della Chiesa d'Inghilterra.
Nelle Chiese ortodosse orientali e cattoliche orientali, Marta e Maria sono commemorate il 4 giugno e nella terza domenica di Pasqua, dedicata ai portatori di mirra. Maria ha un posto di rilievo anche nelle celebrazioni del sabato di Lazzaro (il giorno precedente la Domenica delle Palme).